# Santo Niño (Cotabato)
Santo Niño é um município de  terceira classe de renda municipal (d) na província Cotabato do Sul, nas Filipinas. De acordo com o censo de 1 de maio  de  2020 possui uma população de 39 796 pessoas e 9 892 domicílios.